# Johan Falk: Slutet
Johan Falk: Slutet är en svensk action-thriller från 2015 i regi av Richard Holm med Jakob Eklund i huvudrollen. Filmen hade svensk premiär den 24 augusti 2015 och är den tjugonde samt avslutande filmen om Johan Falk i säsong 3.

## Handling
Maffiaorganisationen visar sitt rätta ansikte och den press som GSI utsatt organisationen för får dem att slå tillbaka och alla regler sätts ur spel. Samtidigt konfronteras Seth av Madeleine som kommer med ett erbjudande.

## Rollista
- Jakob Eklund - Johan Falk
- Jens Hultén - Seth Rydell
- Marie Richardsson - Helén
- Meliz Karlge - Sophie Nordh
- Peter Franzén - Milo
- Aliette Opheim - Madde
- Maria Hörnelius - Franzén
- André Sjöberg - Dick Jörgensen
- Ivars Auzins - Valdo
- Magnus Roosmann - Advokat Fredrixon
- Fredrik Dolk - Kroon
- Malgorzata Pieczynska - Ryska kvinnan
- Hannah Alsterlund - Nina
- Mårten Svedberg - Vidar Pettersson
- Alexander Karim - Niklas Saxlid
- Magnus Mark - Ossian
- Zeljko Santrac - Matte
- Isidor Backlund - Ola Falk
- Jonas Bane - Bill
- Pelle Bolander - Eric Davoda
- Christian Brandin - Conny Lloyd
- Mikael Spreitz - Danne
- Johan Hedenberg - Örjan
- Mikael Tornving - Patrik Agrell